# Disney Rodríguez
Disney Rodríguez (ur. 27 września 1985) – kubański zapaśnik w stylu wolnym. Brązowy medalista olimpijski z Pekinu 2008 w wadze do 120 kg, po dyskwalifikacji Artura Tajmazowa.
Piąty na mistrzostwach świata w 2009. Brąz na igrzyskach panamerykańskich w 2011 i na mistrzostwach panamerykańskich w 2006 i 2012. Triumfator igrzysk Ameryki Środkowej i Karaibów w 2006. Dziesiąty w Pucharze Świata w 2011 roku.